# Jurij Pavlovič Annenkov
Jurij Pavlovič Annenkov, in russo Юрий Павлович Анненков? (Petropavl, 23 luglio 1890 – Parigi, 12 luglio 1974), è stato un pittore russo.
Dal 1911 al 1913 lavorò a Parigi, alle dipendenze di Félix Vallotton. Qui conobbe i giovani pittori Marc Chagall ed Henri Matisse, che lo influenzarono in maniera rilevante. Dopo il ritorno a San Pietroburgo, sviluppò uno stile frammisto di cubismo e realismo.